# Dmitriy Bogdanov
Pour les articles homonymes, voir Bogdanov.
Dmitriy Anatoliyevich Bogdanov (né le 11 avril 1979 à Saint-Pétersbourg) est un athlète russe spécialiste du demi-fond. Licencié au Dynamo Saint-Pétersbourg, il mesure 1,84 m pour 72 kg.

## Biographie
Le 10 février 2008, il établit à Moscou avec Roman Trubetskoy, Dmitriy Bukreyev et Yuriy Borzakovskiy le record de Russie du relais 4 × 800 mètres en salle dans un temps de 7 min 15 s 77.

### Palmarès
| Date | Compétition                         | Lieu       | Résultat | Épreuve       | Performance   |
| ---- | ----------------------------------- | ---------- | -------- | ------------- | ------------- |
| 2001 | Championnats d'Europe espoirs       | Amsterdam  | 3e       | 4 × 400 m     | 3 min 06 s 41 |
| 2002 | Championnats d'Europe en salle      | Vienne     | 4e       | 800 mètres    | 1 min 45 s 84 |
| 2003 | Coupe d'Europe des nations en salle | Leipzig    | 2e       | 800 mètres    | 1 min 49 s 30 |
| 2003 | Championnats du monde en salle      | Birmingham | —        | 4 × 400 m     | DSQ           |
| 2005 | Championnats d'Europe en salle      | Madrid     | 1er      | 800 mètres    | 1 min 48 s 61 |
| 2006 | Coupe d'Europe des nations en salle | Liévin     | 1er      | Relais medley | 4 min 15 s 93 |
| 2006 | Coupe du monde des nations          | Athènes    | 5e       | 800 mètres    | 1 min 46 s 31 |
| 2008 | Championnats du monde en salle      | Valence    | 5e       | 800 mètres    | 1 min 45 s 76 |

### Records
| Épreuve      | Performance   | Lieu    | Date              |
| ------------ | ------------- | ------- | ----------------- |
| 400 mètres   | 46 s 50       | Moscou  | 5 juillet 2002    |
| 800 mètres   | 1 min 44 s 33 | Athènes | 3 juillet 2006    |
| 1 500 mètres | 3 min 46 s 64 | Sotchi  | 14 septembre 2001 |